# Xiphopterella sparsipilosa
Xiphopterella sparsipilosa là một loài dương xỉ trong họ Polypodiaceae. Loài này được Holttum Parris mô tả khoa học đầu tiên năm 2007.